# GOLDEN☆BEST 小林旭 ヒット全曲集
『GOLDEN☆BEST 小林旭 ヒット全曲集』（ゴールデン☆ベスト こばやしあきら - ）は、小林旭のベスト・アルバム。2009年1月28日発売。発売元はソニー・ミュージックダイレクト。

## 解説
さまざまなレコード会社から発売されているゴールデン☆ベストシリーズの中の1枚で、1990年代のソニーミュージックの音源で構成したコンピレーション・アルバム。
本作品発売日より早い2003年11月26日には第1弾『GOLDEN☆BEST 小林旭』、2004年8月25日には第2弾『GOLDEN☆BEST 小林旭 マイト・ガイ・デラックス』がリリースされている。それぞれユニバーサルミュージック、日本クラウンから発売。
歌詞ブックレットには、娯楽映画評論家の佐藤利明らによる楽曲解説が掲載されている。またこのベストは、Disc 1にセルフカバーを含む代表曲、Disc 2には1995年に発売された小林旭の愛唱歌を集めたアルバム『日本の名曲』全曲が収録されている。「熱き心に」は芸能生活40周年記念で行った全日空ホテルでのライブ・バージョン。ボーナス・トラックとしてソニーミュージック時代にレコーディングされていながら発表されなかった「旅の酒」「館山逍遥の歌」の2曲が収録されている。

## 収録曲

### Disc 1
1. 北へ
2. ついて来るかい
3. ごめんね
4. 純子
5. 女房きどり
6. 昔の名前で出ています
7. ギターを持った渡り鳥
8. アキラのダンチョネ節
9. アキラのズンドコ節
10. 恋の山手線
11. 自動車ショー歌
12. さすらい
13. 落日
14. もう一度一から出なおします
15. 水たまり
16. お世話になったあの人へ
17. 惚れた女が死んだ夜は
18. 腕に虹だけ
19. 熱き心に（ライブ）
20. 旅の酒

### Disc 2
1. カチューシャの唄
2. ゴンドラの唄
3. 波浮の港
4. 長崎物語
5. 東京の花売娘
6. 憧れのハワイ航路
7. 野球小僧
8. 鈴懸の径
9. 白い花の咲く頃
10. 雪の降る街を
11. 君恋し
12. 北上夜曲
13. 惜別の唄
14. 北帰行
15. 川は流れる
16. 琵琶湖周航の歌
17. アカシアの雨がやむとき
18. 夜明けのうた
19. 知床旅情
20. 北へ帰ろう
21. 館山逍遙の歌